# Anthony Godett

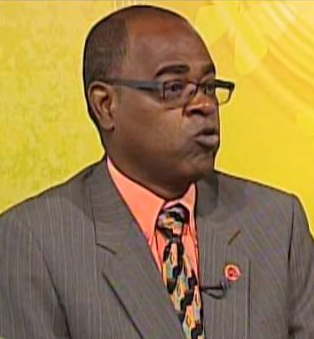
Godett in 2014

Anthony Amadeo Godett (12 november 1958) was de leider van de Curaçaose partij Frente Obrero i Liberashon 30 di Mei (Frente Obrero of FOL). Hij is een zoon van de vakbondsleider Wilson Godett, die op 30 mei 1969 samen met andere vakbondsleiders een staking aanvoerde op Curaçao, en daarbij werd neergeschoten.
FOL won in 2003 de eilandsraadverkiezingen op Curaçao. Omdat Godett beschuldigd werd van corruptie en fraude, kon hij geen premier worden. Daarmee herhaalde zich de situatie van enkele jaren eerder toen de door kandidatuur van de door de FOL naar voren geschoven Nelson Monte (die inmiddels in twee verschillende zaken werd veroordeeld) door de partij moest worden ingetrokken.
In Godetts plaats werd Ben Komproe premier. Kort daarna werd deze overgeplaatst naar het ministerie van Justitie en Godetts zus Mirna Louisa-Godett die - in tegenstelling tot Komproe - niet op de verkiezingslijst van de FOL stond, werd toen premier. Volgens velen trad Mirna echter slechts op als spreekbuis voor haar broer. In juni 2004 kwam het premierschap van Mirna Godett ten einde toen na een aantal wisselingen in de coalitie haar kabinet definitief viel wegens machtsmisbruik door Komproe om Nelson Monte uit de gevangenis te houden.

## Strafzaak
Godett beheerde in 2000 de portefeuille openbare werken in het eilandbestuur. Bij een strafrechtelijk onderzoek naar het handelen van enkele partijgenoten en aannemers kwam ook Godett zelf bij het Openbaar Ministerie in beeld. Hij zou zich hebben schuldig gemaakt aan oplichting, valsheid in geschrifte, en het aannemen van smeergeld.
Op 3 november 2003 begon de strafzaak tegen Godett. Het Openbaar Ministerie eiste twee jaar gevangenisstraf.
Op 22 december 2003 werd Godett veroordeeld tot een jaar gevangenisstraf, waarvan drie maanden voorwaardelijk. Een dag eerder had Godett al laten weten dat hij niet de plaats van zijn zuster zou innemen, ook niet als er vrijspraak zou volgen. Godett wilde nog steeds premier worden, maar dan van een onafhankelijk Curaçao. Hij ging tegen het vonnis in beroep, maar werd op 16 juli 2004 tot een hogere straf veroordeeld (15 maanden waarvan 5 voorwaardelijk). In 2005 werd door de Hoge Raad het cassatieverzoek van Godett en verschillende andere in dezelfde zaak veroordeelde personen verworpen.
Godett, die bij de behandeling van zijn zaak in hoger beroep zweeg, verklaarde zichzelf onschuldig en vergeleek zich met Martin Luther King, Nelson Mandela, Jezus Christus en de voormalige Venezolaanse president Hugo Chávez.
In juli 2006 werd Godett opgeroepen om zijn straf uit te zitten in de gevangenis op Curaçao. Hij weigerde daarbij zijn lidmaatschap van de Staten van de Nederlandse Antillen (het parlement) en de Eilandsraad van Curaçao op te geven. Hij verklaarde dat onder meer omdat hij het met het lidmaatschap verbonden inkomen nodig heeft om zijn advocatenrekening te betalen. Vanaf 17 juli zit hij zijn gevangenisstraf uit. Op 14 december werd hij in het ziekenhuis opgenomen wegens hartklachten, maar op 21 december keerde hij weer in de gevangenis terug. 

## Verkiezingen 2006
Bij de verkiezingen van januari 2006 kreeg Godett 6512 stemmen; minder dan de ruim 19.000 waarmee hij de vorige verkiezingen won. Zijn partij FOL verloor drie van de vijf zetels in het 22 zetels tellend parlement.

## Land Curaçao
Na de eilandsraadsverkiezingen van 2010, bezette Godett de enige zetel voor FOL. Bij de opheffing van de Nederlandse Antillen in 2010 ging deze eilandsraad over in de staten van Curaçao. Bij de eerste statenverkiezingen van Curaçao in 2012, haalde de FOL geen zetels en trad Godett af als partijleider. Hij werd -in de laatste week van de staten in samenstelling van 2010- vervangen door Juniel Carolina.
Bij de verkiezingen van maart 2021 keerde Godett terug als tweede op de lijst Kòrsou Esun Mihó (KEM). Deze partij behaalde slechts één zetel, maar behoorde wel bij de regeringsmeerderheid van het kabinet-Pisas. In november 2024 kwam Godett weer in de Staten toen KEM-leider Lo Martinus wegens een justitieel onderzoek tijdelijk moest terugtreden.